# Guillaume Marie-Anne Brune
Guillaume Marie Anne Brune (Brive-la-Gaillarde, 13 maggio 1763 – Avignone, 2 agosto 1815) è stato un generale francese, poi Maresciallo dell'Impero ed infine ambasciatore.

## Biografia

### Gli inizi
Nacque da una famiglia borghese: il padre, Etienne Brune, era un giudice e si poté permettere di mandare il figlio a studiare legge a Parigi; qui, Guillaume, indebitatosi con il gioco d'azzardo, si impegnò con una casa editrice come correttore di bozze. Si appassionò presto al mondo della poesia e scrisse sotto pseudonimo un volume in prosa intitolato: Voyage pictoresque et sentimental dans les provinces occidentales de la France.

### Il poeta rivoluzionario
Allo scoppio della rivoluzione, Brune si arruolò e grazie al suo patriottismo si guadagnò presto il grado di capitano. Assieme a Jean-Paul Marat ed altri personaggi in vista dell'epoca, fondò il Club dei Cordiglieri, ove furono architettati ed orchestrati i complotti volti a rovesciare la monarchia. Dal 1792 gli furono affidati incarichi di polizia quali, ad esempio, lo scovare "realisti mascherati" e assolse tali incarichi con una brutalità e ferocia degne dei più accaniti esponenti del terrore. Nel 1796 l'allora generale di brigata fu inviato assieme al generale Bonaparte a sedare alcune insurrezioni nel sud della Francia e in quell'occasione mostrò una tale brutalità che i cittadini di Avignone non dimenticarono.
Alla fine della campagna d'Italia, alla quale partecipò sotto gli ordini del generale Andrea Massena, fu promosso generale di divisione. Nel 1798 gli fu affidato il compito di guidare un'armata per conquistare la Svizzera che fu occupata in breve tempo e, poiché Bonaparte era partito per l'Egitto, gli fu affidato il comando dell'Armata d'Italia. Nella sua furia estremista, organizzò due golpe giacobini nella Repubblica Cisalpina, uno ad aprile e uno a ottobre.
Grazie ai successi ottenuti in Italia e in Svizzera, ma anche forse per una forma di promoveatur ut amoveatur visti gli imbarazzi sorti nello stesso Direttorio per le sue mosse nel golpe di ottobre, come la nomina di ragazzi diciassettenni nelle assemblee cisalpine, Brune fu scelto per organizzare la difesa dei Paesi Bassi, compito che svolse nel migliore dei modi costringendo gli inglesi a rinunciare alla conquista del paese dopo la battaglia di Castricum, 6 ottobre 1799.

### Sotto l'Impero
A seguito del colpo di Stato che portò nel 1800 ad un radicale rimescolamento dei poteri, con Bonaparte a capo del paese, Brune fu costretto a quietare i suoi ardori rivoluzionari e, dopo esser intervenuto in Vandea per sedare un'altra rivolta, fu inviato come ambasciatore ad Istanbul. Nella città turca sfoggiò grandi doti diplomatiche, che tuttavia non furono sufficienti per ammaliare il sultano. Tornato in Francia, fu insignito della carica di maresciallo nel 1804 senza tuttavia assolvere ad incarichi di rilievo.
Fu uno dei marescialli massoni.

### Il ritorno e la morte
Dopo aver governato le città anseatiche, Brune si ritirò a vita privata. Tornò sulla scena politica durante i Cento Giorni, ma dopo aver appreso della definitiva sconfitta di Napoleone a Waterloo, si sottomise nuovamente al re.
Lo stesso anno, 1815, dopo aver pronunciato un proclama alle sue truppe, fu assalito da una folla inferocita di realisti ad Avignone e con il suo solito coraggio non cercò di fuggire, ma scoprendo il petto esclamò "Fate pure!", e così il portiere Guindon, detto Roquefort, pose fine alla sua vita con un colpo di carabina: il suo corpo fu poi gettato nel Rodano.
Napoleone lo ricorda dall'isola di Sant'Elena come quello che fu e cioè un eroe della repubblica più che dell'Impero.
Il suo nome è inciso sotto l'Arco di trionfo di Parigi al 14º posto nella colonna 23 del Pilastro sud.